# Linspire
Linspire (fd. LindowsOS) var en GNU/Linux-distribution (Operativsystem) som är baserat på Ubuntu (tidigare Debian). Linspire fokuserar på enkelhet så att vem som helst ska kunna migrera till denna Linuxdistribution.

## Historia
Michael Robertson är grundare och fd. VD för Linspire. Han har även grundat MP3.com, Mp3tunes och SIPphone. Kevin Carmony är nuvarande VD för Linspire.
Linspire är en distribution av Linux. Den liknar mest operativsystemet "Windows".
Lindows Inc. blev stämda av Microsoft 2004. Microsoft menade att "Lindows" var ett varumärkesintrång på "Windows". Domaren godkände inte detta, så det hela slutade med att Microsoft blev tvungna att betala 24 miljoner dollar till Lindows Inc. för att de skulle få köpa varumärket "Lindows". Därav uppkom namnet "Linspire", även företaget ändrade namn till Linspire Inc.
Linspires mål var från början att alla de stora Windowsbaserade programmen skulle kunna köras på Linspire via Wine. Det målet gav de tidigt upp för att istället gå över till CNR, ett program baserat på Debians Advanced Packaging Tool (apt-get). Apt-get är gratis och fri programvara men det är svårare att förstå för icke Linuxvana personer. Nu har Linspire övergivit apt-get för CNR.

## CNR
(Click and run) är Linspires främsta anledning till att det är så lätthanterligt.
CNR är ett verktyg för att ladda ner ca 2 300 program från Linspires databas med ett klick.
Även Freespireanvändare kan använda sig av CNR.
Snart[när?] kommer CNR även att finnas tillgänglig för Debian, openSUSE, Fedora och Ubuntu

## Utgåvor
Standard
Den passar de flesta stationära och bärbara hemmadatorer.
Developer
Denna version är gjord för utvecklare. Den kommer med textredigerare, kompilerare och bibliotek för utveckling av mjukvara.
OEM
OEM-utgåvan är gjord för PC-tillverkare som vill erbjuda sina kunder en användarvänlig Linuxdistribution förinstallerad på datorn.
Live!
Potentiella användare kan ladda ner en Live-CD kostnadsfritt i ISO-format från P2P och bittorrentsidor eller direkt från Linspires egen sida. Det krävs då ingen installation för att använda den. Man kan på så vis testa Linspire utan att behöva ändra på något på hårddisken.

## Språkstöd
Linspire sponsrar projektet IRMA. Det är ett verktyg för den som vill översätta engelska till något annat språk. I nuläget stödjer IRMA ca 50 språk och har ca 2 000 översättare världen runt.
Linspire finns översatt till tyska, spanska, japanska och holländska.

## Open Source-stöd
Linspire Inc. har donerat flera miljoner dollar till olika Open Source-projekt. För ett företag i Linspires storlek har de varit oerhört stora donationer. Linspire är också huvudunderhållaren till Nvu, Lphoto och Lsongs. De projekten som Linspire donerar mycket till är: Mozilla Firefox, ReiserFS och Pidgin.

## Forum
Linspire har ett väldigt stort diskussionsforum med över 400 000 registrerade användare.

## Freespire
Freespire är en gratis version utvecklat av Linspire Inc.
Den är också uppbyggt från Debian.